# William Vogel
Pour les articles homonymes, voir Vogel.
William Michael Vogel (16 novembre 1931-1er février 2019) est un homme politique  canadien de la Colombie-Britannique. Il est maire de la ville de Surrey de 1978 à 1980.

## Biographie
Né à Burnaby, Vogel est le fils de l'homme politique Hunter Vogel qui est député créditiste de Delta et de Langley de 1963 à 1972, ainsi que maire de Langley en 1955. Son père est également fondateur et propriétaire de la Cloverdale Paint Company.
Réalisant une formation de pilote,, il entame une carrière publique en tant que conseille municipal de Surrey de 1973 à 1977.
Vogel meurt en février 2019 à Langley à l'âge de 87 ans,